# Microsoft Office 2003
Microsoft Office 2003 (nombre en código Office 11) es una versión de la suite ofimática Microsoft Office para el sistema operativo Windows XP. Fue lanzada el 11 de octubre de 2003 y fue la sucesora de Microsoft Office XP. Tras tres años, dos meses y trece días fue remplazado por Microsoft Office 2007 (siendo el período más largo entre el lanzamiento de un Office para Windows y otro). Esta fue la última versión compatible con Windows 2000.

## Información general
El logotipo de Office es renovado por parte de Microsoft. Dos nuevas aplicaciones son lanzadas al paquete de Office: InfoPath, una aplicación usada para desarrollar formularios de entrada de datos basados en XML y OneNote, un bloc de notas organizador de texto, notas escritas a mano, diagramas, audio y gráficos. También incorpora un editor básico de imágenes llamado Microsoft Office Picture Manager, el cual sustituye a Microsoft Photo Editor.
Office 2003 fue la última versión en utilizar la barra de menús y de herramientas como parte de su interfaz, la cual fue sustituida en Office 2007 por la interfaz Ribbon. También es la última que trae el Ayudante de Office.
Esta edición de Office sólo es soportada por las versiones más recientes de Windows basados en NT, por lo tanto Windows 98 y Windows Me no están soportados ni tampoco Windows NT 4.0.

## Características
Las aplicaciones principales, Word, Excel, PowerPoint y Access tienen solo pequeñas mejoras, sin embargo Outlook 2003 recibió un cambio importante y una funcionalidad mejorada en muchas áreas, incluyendo mejor correo electrónico y calendario de la visualización de la información y uso compartido, las carpetas de búsqueda, marcas en color, la autenticación Kerberos, RPC sobre HTTP y el modo de intercambio en caché. Otro beneficio clave de Outlook 2003 es el filtro mejorado de correo no deseado. Soporte a la Tableta digitalizadora fue introducido en las aplicaciones de productividad. Word 2003 introdujo reading layout view, comparación, mejor control de cambios y anotación/revisión, un panel de tareas, comentarios por voz y un formato basado en XML entre otras características. Excel 2003 introdujo la lista comandos, algunas funciones estadísticas y la importación de datos XML y características de personalización de análisis. Access 2003 introdujo un comando de copia de seguridad, la capacidad de ver las dependencias de objeto, comprobación de errores en formularios e informes entre otras características.

## Aplicaciones
- Word
- Excel
- PowerPoint
- Outlook
- Publisher
- Picture Manager
- Access
- InfoPath
- OneNote
- FrontPage
- Visio
- Project

## Ediciones
| Aplicaciones    | Basic | Student and Teacher Edition | Standard | Small Business | Professional |
| --------------- | ----- | --------------------------- | -------- | -------------- | ------------ |
| Word            | Sí    | Sí                          | Sí       | Sí             | Sí           |
| Excel           | Sí    | Sí                          | Sí       | Sí             | Sí           |
| Outlook         | Sí    | No                          | Sí       | Sí             | Sí           |
| PowerPoint      | No    | Sí                          | Sí       | Sí             | Sí           |
| Publisher       | No    | No                          | No       | Sí             | Sí           |
| Access          | No    | No                          | No       | No             | Sí           |
| InfoPath        | No    | No                          | No       | No             | Sí           |
| Picture Manager | No    | No                          | No       | No             | Sí           |
| FrontPage       | No    | No                          | No       | No             | No           |
| OneNote         | No    | No                          | No       | No             | No           |
| Visio           | No    | No                          | No       | No             | No           |
| Project         | No    | No                          | No       | No             | No           |

FrontPage, OneNote, Visio y Project solo se vendían por separado.